# Tim Nowak
Tim Nowak (ur. 13 sierpnia 1995) – niemiecki lekkoatleta specjalizujący się w wielobojach.
W 2013 stanął na najniższym stopniu podium juniorskich mistrzostw Europy w Rieti. Rok później został brązowym medalistą mistrzostw świata juniorów w Eugene. W 2016 wystąpił na mistrzostwach Europy w Amsterdamie zajmując 19. miejsce.

## Osiągnięcia
| Rok  | Impreza                        | Miejsce   | Konkurencja   | Pozycja     | Wynik     |
| ---- | ------------------------------ | --------- | ------------- | ----------- | --------- |
| 2012 | Mistrzostwa świata juniorów    | Barcelona | dziesięciobój | 9. miejsce  | 7356 pkt. |
| 2013 | Mistrzostwa Europy juniorów    | Rieti     | dziesięciobój | 3. miejsce  | 7778 pkt. |
| 2014 | Mistrzostwa świata juniorów    | Eugene    | dziesięciobój | 3. miejsce  | 7980 pkt. |
| 2015 | Młodzieżowe mistrzostwa Europy | Tallinn   | dziesięciobój | –           | DNF       |
| 2016 | Halowe mistrzostwa świata      | Portland  | siedmiobój    | 7. miejsce  | 5832 pkt. |
| 2016 | Mistrzostwa Europy             | Amsterdam | dziesięciobój | 19. miejsce | 6646 pkt. |
| 2017 | Młodzieżowe mistrzostwa Europy | Bydgoszcz | dziesięciobój | –           | DNF       |
| 2019 | Mistrzostwa świata             | Doha      | dziesięciobój | 10. miejsce | 8122 pkt. |
| 2022 | Mistrzostwa świata             | Eugene    | dziesięciobój | 18. miejsce | 7008 pkt. |
| 2022 | Mistrzostwa Europy             | Monachium | dziesięciobój | –           | DNF       |
| 2023 | Halowe mistrzostwa Europy      | Stambuł   | siedmiobój    | 7. miejsce  | 5727 pkt. |
| 2024 | Mistrzostwa Europy             | Rzym      | dziesięciobój | 9. miejsce  | 8150 pkt. |
| 2025 | Halowe mistrzostwa Europy      | Apeldoorn | siedmiobój    | 10. miejsce | 5913 pkt. |
| 2025 | Halowe mistrzostwa świata      | Nankin    | siedmiobój    | 7. miejsce  | 5935 pkt. |

## Rekordy życiowe
- dziesięciobój – 8282 pkt. (2024)
- siedmiobój (hala) – 6032 pkt. (2024)